# STRIKE WITCHES 2 〜笑顔の魔法〜
「STRIKE WITCHES 2 〜笑顔の魔法〜」（ストライクウィッチーズツー えがおのまほう）は、石田燿子の17枚目のシングル。2010年8月4日にコロムビアミュージックエンタテインメントから発売された。

## 解説
表題曲「STRIKE WITCHES 2 〜笑顔の魔法〜」は、テレビアニメ『ストライクウィッチーズ2』のオープニングテーマになっており、同曲のオーケストラ・ヴァージョンがカップリングとして収録されている。前作の主題歌同様、同作テレビアニメの監督である高村和宏が作詞者に名を連ねている。
また、石田のシングル作品としては、初の限定盤と通常盤の2形態でのリリースとなる。初回盤同梱のDVDには、2010年6月19日にShibuya O-EASTで行われたストライクウィッチーズのイベント内で披露された石田のライブから「STRIKE WITCHES 〜わたしにできること〜」とprivate wingを収録している 。
ジャケットには『ストライクウィッチーズ2』の主人公である宮藤芳佳がプリントされている。

## 収録曲
全曲 作詞：高村和宏・森浩太、作曲：森浩太
1. STRIKE WITCHES 2 〜笑顔の魔法〜 [4:10] 
編曲：大堀薫
2. STRIKE WITCHES 2 〜笑顔の魔法〜（オーケストラ・ヴァージョン） [4:14] 
編曲：長岡成貢
3. STRIKE WITCHES 2 〜笑顔の魔法〜 （オリジナル・カラオケ）
4. STRIKE WITCHES 2 〜笑顔の魔法〜 （オリジナル・カラオケ オーケストラ・ヴァージョン）

## タイアップ
| 曲名                            | タイアップ                                                |
| ------------------------------- | --------------------------------------------------------- |
| STRIKE WITCHES 2 〜笑顔の魔法〜 | テレビアニメ『ストライクウィッチーズ2』オープニングテーマ |

## 収録作品
| 発売日                          | タイトル                        | 備考                            |
| STRIKE WITCHES 2 〜笑顔の魔法〜 | STRIKE WITCHES 2 〜笑顔の魔法〜 | STRIKE WITCHES 2 〜笑顔の魔法〜 |
| ------------------------------- | ------------------------------- | ------------------------------- |
| 2010年12月8日                   | Another Sky                     | 4thオリジナルアルバム           |